# 구라야마촌
구라야마촌(蔵山村)은 이시카와현 이시카와군에 설치되었던 촌이다.